# Hiszpanie
Hiszpanie (hiszp. Españoles) – naród romański zamieszkujący głównie Hiszpanię (73% ludności), posługujący się językiem hiszpańskim.

## Etnogeneza
W etnogenezie Hiszpanów uczestniczyło wiele grup etnicznych, na początku byli to głównie Iberowie, a w VI w. p.n.e. także Celtowie. W II w. p.n.e. Hiszpanie ulegli romanizacji. W V-VIII w. n.e. na tereny zamieszkałe przez Hiszpanów przybyli Germanie, a następnie w VIII-XV w. n.e Arabowie. Rekonkwista oraz powstanie zjednoczonego, scentralizowanego Królestwa Hiszpanii w XV w. miały duży wpływ na kształtowanie się narodu hiszpańskiego. Na kulturę mieszkańców całego kraju największy wpływ stopniowo wywierać zaczęła Kastylia.

## Religia
Większość Hiszpanów wyznaje katolicyzm (schrystianizowani w I-V w. n.e.).

## Kultura
Tradycyjne zajęcia Hiszpanów to pasterstwo, sadownictwo, rybołówstwo, rzemiosło i uprawa roślin. Hiszpanie posiadają bogaty folklor muzyczny i taneczny, rozwinięty kult lokalnych świętych. Popularną formą rozrywki w Hiszpanii jest oglądanie korridy. W kulturze ludowej widać wyraźne różnice pomiędzy poszczególnymi regionami Hiszpanii: świadomość regionalnej tożsamości, własne dialekty i tradycje.

## Hiszpanie w Ameryce
Odkrycie Ameryki przez Krzysztofa Kolumba zapoczątkowało okres zasiedlania Ameryki przez ludność europejską. Z Europy przybyli Hiszpanie, którzy tworzyli podstawowy skład etniczny i wywierali największy wpływ kulturowy w Ameryce Łacińskiej. Zaczęły powstawać mieszane związki Hiszpanów z Indianami. Ich potomkami są Metysi, którzy obecnie pod względem liczebności dominują w Ameryce Łacińskiej. Amerykę Łacińską zamieszkują również osoby w stu procentach krwi hiszpańskiej (Kreole). Dominują oni w Argentynie, Urugwaju i Brazylii. Obecnie Amerykę zamieszkuje około 90 mln hiszpańskich Kreoli i 400 mln hiszpańskich Metysów.
Galisyjczycy dominują tylko w Argentynie (70% hiszpańskich Argentyńczyków to Galisyjczycy). Wiele osób pochodzenia hiszpańskiego (Kreole i Metysi) odziedziczyło kulturę hiszpańską, np. rytualną walkę z bykiem - korridę, która dobrze znana jest w Meksyku, Ekwadorze, Kolumbii, Peru i Wenezueli.